# ショット (戦車)
ショット（ヘブライ語: שוט (Sho't)）とは、イスラエルが改造したイギリス製センチュリオンに対してつけられる戦車の名称である。中東の砂漠地帯における円滑な運用と戦闘能力の強化を目的に大幅な改修が行われている。
「ショット」は、ヘブライ語で「鞭」「天罰」を意味するが、直接の由来は「ナホム書」の次の一節に由来する。
イスラエルの初代首相に因んで「ベングリオン」と呼ばれることがあるが、これは、西側メディアが付けた呼び方であり、IDF内部では「ショット」が正式な呼称である。

## センチュリオン導入まで
建国直後のイスラエル国防軍（IDF）は、第二次世界大戦の終結に伴い西側諸国で余剰化したM4 シャーマンのスクラップを収集再生して戦力としており、その後もフランス製のAMX-13軽戦車を直接導入したり、主砲をAMX-13用の61口径CN-75-50 75mm高初速砲/AMX-30用のCN-105-F1 105mm戦車砲を短砲身化したものにそれぞれ換装したM50/M51 スーパーシャーマンなどを製造することで逐次機甲戦力の近代化を図って第一次中東戦争や第二次中東戦争を戦っていた。しかし、M4 シャーマンの火力強化はもはや限界に達した上に、装甲防御力は第二次大戦の頃からその不足を指摘されていたが重量上の問題から増加装甲の装着もままならず、人的資源の量において圧倒的にアラブ諸国に劣るイスラエルにとっては望ましい状態ではなかった。
周辺のアラブ諸国は、シリアやエジプトのT-54中戦車やT-55中戦車、IS-3重戦車、ヨルダンのM47パットン/M48パットン/センチュリオン中戦車のようにソ連やアメリカなどから次々に新型戦車を導入しており、いずれM4 シャーマンの改修戦車程度では対抗しえなくなるのは目に見えていた。そこで、イスラエル国防軍はアメリカからM48A1/A2を導入すると共に、1963年にイギリスとの間に新型主力戦車チーフテンの開発に協力しそれを元にした新型戦車を購入する契約を交わす代償として、イギリス陸軍で余剰化したセンチュリオンを導入し、その後もイギリスやオランダなどの欧州各国からチーフテンやレオパルト1などへの更新で余剰化した中古センチュリオンを大量導入、最終的に保有数は1,000両以上に達した。

## ショットの戦歴

### 期待と失望
イスラエルが初めて導入した戦後第一世代戦車として大いに期待したセンチュリオンであったが、ゴラン高原におけるシリアとの小競り合いで実戦に投入してみると、欧州での作戦行動を前提に設計されたセンチュリオンは、中東での運用に各種の致命的な欠陥があることが判明した。
- 主砲の20ポンド砲は、遠距離では急速に散布界が広くなり命中精度が著しく低下したため、欧州に比べて視界の開けた中東の砂漠における遠距離砲撃戦に不適格な主砲であり、遠距離からの砲撃を基本とするイスラエル国防軍戦車部隊にとっては看過し得ない重大な問題であった。
- オリジナルのセンチュリオンが搭載していたロールス・ロイス製ミーティア・エンジンは、航空機用のマーリン・エンジンを改良したガソリンエンジンであり、燃料にガソリンを使う性質上引火爆発の危険性が高く、航続距離も100km程度と非常に短いため長時間の機動作戦行動がままならなかった。
- ブレーキやトランスミッションなどの機関部も中東での運用に不適切な設計であり、勾配の急な砂漠の砂丘を幾度となく超えるとトランスミッションやブレーキが焼け付いたりエンジンのエアフィルタが砂で詰まってオーバーヒートを起こすなど機械的な信頼性を著しく欠くものであった。
- 従来のM4 シャーマンと操作や整備の要領が違う点も、搭乗員や整備員の不評を買っていた。このため、イスラエル軍の戦車兵にはセンチュリオンへの搭乗を拒否し、シャーマンへの搭乗を希望する者が続出する始末であった。

このように、イスラエル軍の戦闘教義や中東の運用には不適格なセンチュリオンであったが、すでに多数を買い取っていた上に資金不足のイスラエルにはセンチュリオンの運用を継続する以外に選択の余地は無かった。幸いにもセンチュリオンは設計に際して将来の近代化改修に対応可能なように大きな余裕を持って設計されていたため、「イスラエル機甲部隊の父」と呼ばれ、後にメルカバ開発に参加するイスラエル・タル将軍は、センチュリオンに各種の近代化改修を行うことで対処することにした。

### 改修と実戦
ショットの改修で手始めに行われたのは、主砲を従来の20ポンド砲から新型のL7 105mm戦車砲に換装することであった。この戦車砲は、元々センチュリオン用の新型砲として開発されたため、ショットの砲塔にもそのまま搭載可能であった。20ポンド砲とは異なり遠距離でも極端な散布界の拡大がなく（後の戦争で判明することではあるが）、T-54/55はおろか、T-62が相手でも十分な装甲貫徹能力と破壊力とを持っていたため、換装は急ピッチで進められた。しかし初陣となった1964年11月のウォーター・ウォー（ヨルダン川の取水設備を巡るシリアとの武力衝突）では、丘の上に陣取ったIV号戦車に対し砲撃した89発全てが命中しなかった。元々ショットに不信感を抱いていた乗員は105mm砲に欠陥があると主張して憚らなかったが、実際は砲煙による視界不良で目標を明確に視認できていなかったのが原因だった。この後、機甲軍団の司令官にタル将軍が就任し、信頼性の問題も搭乗員や整備員の徹底的な訓練を行うことで取りあえず解決、ショットはL7 105mm戦車砲の火力を活かして1967年の第三次中東戦争においてM50/M51 スーパーシャーマンやM48パットンと共に大活躍した。
この戦争により、イスラエルはゴラン高原やヨルダン川西岸地区、ガザ地区、シナイ半島を占領する大戦果を上げたが、外交的には不利な立場に立たされ、アラブ諸国はイスラエルに武器を供給する国への石油輸出を差し止める「石油戦略」を発動することでイスラエルの兵器供給を断つことによる軍事的弱体化を画策し始めた。まず、フランスが1967年に対イスラエル武器禁輸を決定し、イギリスも1969年にイスラエルへの武器禁輸を決定したため、チーフテンの販売契約は反故にされ、イスラエルの手に渡ったチーフテンはたったの2両に止まり、とても戦力として運用できる状態ではなかった。このため、イスラエルはチーフテンと同じ重装甲・防御力重視の国産戦車メルカバの開発に着手し、その量産体制が整うまでの間の戦力を維持するためにアメリカからM48/M60パットン（以後、M48とM60をまとめて呼ぶ際はマガフと呼称）を追加導入したり鹵獲したT-54/55をチラン4/5に改修したりするとともに、既存のM48やショットのさらなる改修を行うこととなった。

### 第二次改修
今度は、これまで問題とされてきた機関部を中心に改修が行われ、オリジナルのイギリス製ロールス・ロイス ミーティアガソリンエンジンをM60パットンと同じアメリカ製コンチネンタル AVDS-1790-2A ディーゼルエンジンに、変速機もアメリカ製のアリソン CD850-6に換装することで、砂漠地帯における機械的信頼性と整備性、さらには操縦性が飛躍的に向上した。このエンジンを換装されたショットは、車体後部上面のエンジンルーバーがM60のそれに近い形状になっている他、フェンダー上に同型のエアフィルタが搭載され、変速機の大型化と燃料タンクの追加により車体後部が拡張された。

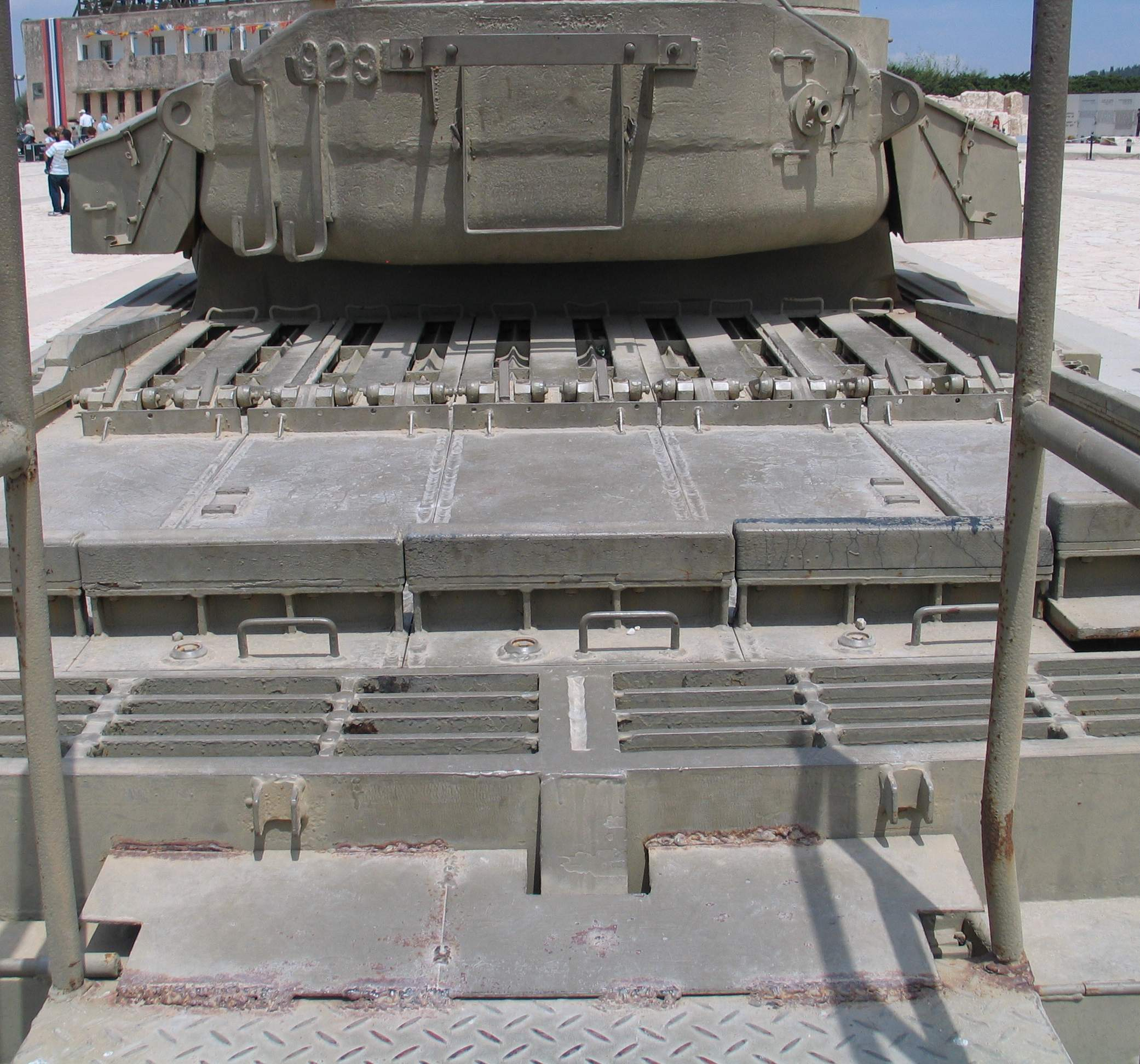
ミーティア・エンジンを搭載したセンチュリオン Mk.5のエンジンルーバー
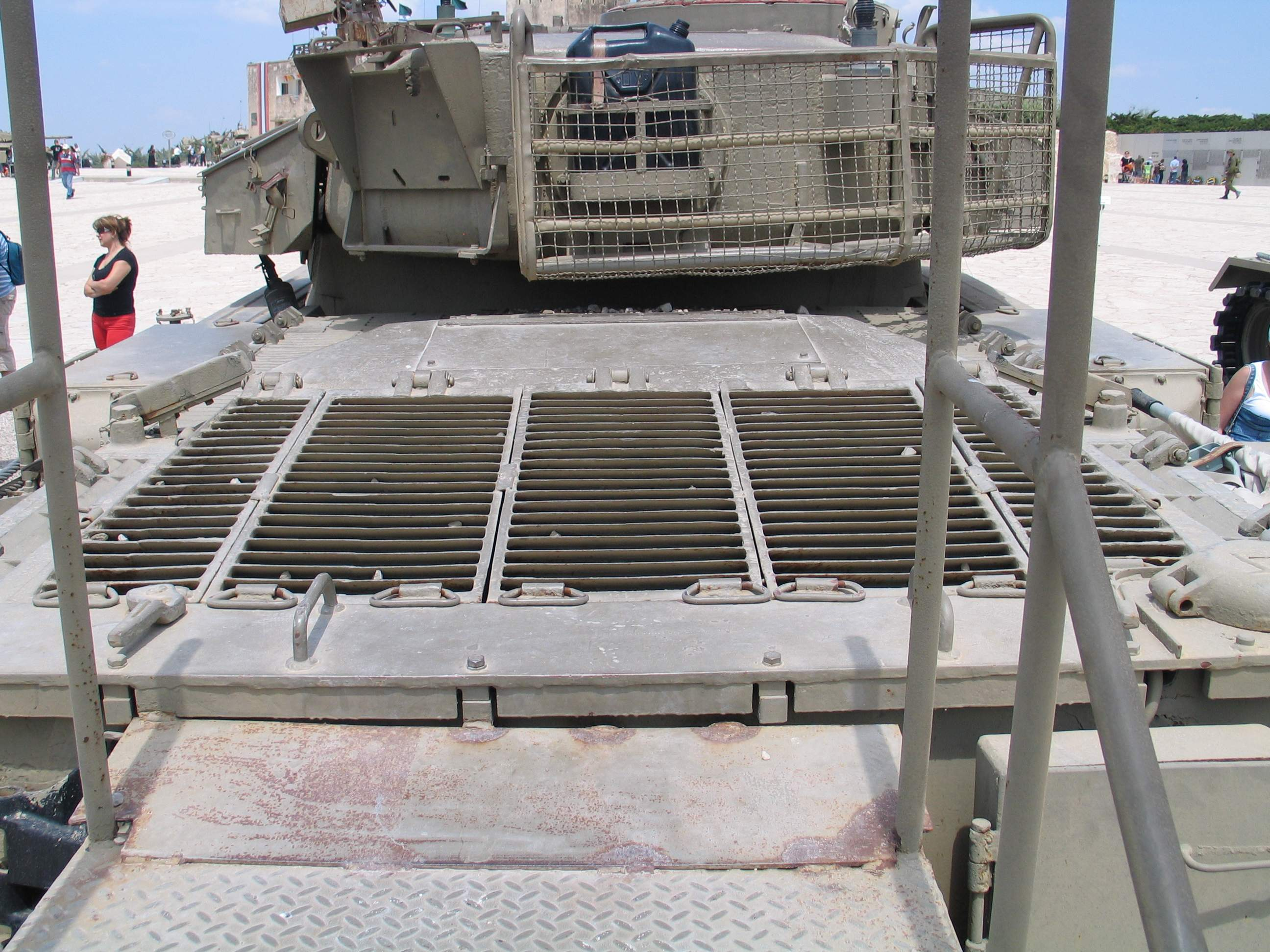
エンジンを換装したショット・カル Aのエンジンルーバー

その後も新型の射撃管制装置や砲安定装置を搭載し、キューポラもマガフのそれと同様にハッチを少し開けた状態で固定することで車長が頭部を車外に曝すことなく外部を視認できる機構を有するタイプに換装するなどの改良を絶え間なく受け続けた。

### 第四次中東戦争
1973年の第四次中東戦争において、マガフは主にシナイ半島におけるエジプトとの戦闘に投入され、エジプト軍歩兵部隊の9M14 マリュートカ対戦車ミサイルやRPG-7によって砲塔旋回装置の作動油に引火して炎上し多数の損失を被ったが、ショットは砲塔左右両側面部の雑具箱やサイドスカートが中空装甲の役割を果たしたことや、各区画に隔壁を設けて被害拡大を防ぐなどの生存性の高い基本設計とにより、損害は比較的軽微なものにとどまった。この戦訓は後に、マガフ戦車シリーズの改良に生かされている。
ショットは、主にゴラン高原におけるシリアとの戦闘においてシリア軍のT-54/55やT-62と交戦し、両軍の戦車の墓場となった「涙の谷」と呼ばれる戦場を残した。これによって、ショットは導入当初の「信頼性が低く使い勝手の悪い役立たず」というイスラエル軍における汚名を完全に払拭し、センチュリオン自体が傑作戦車と評価される礎となった。

### 引退と再生

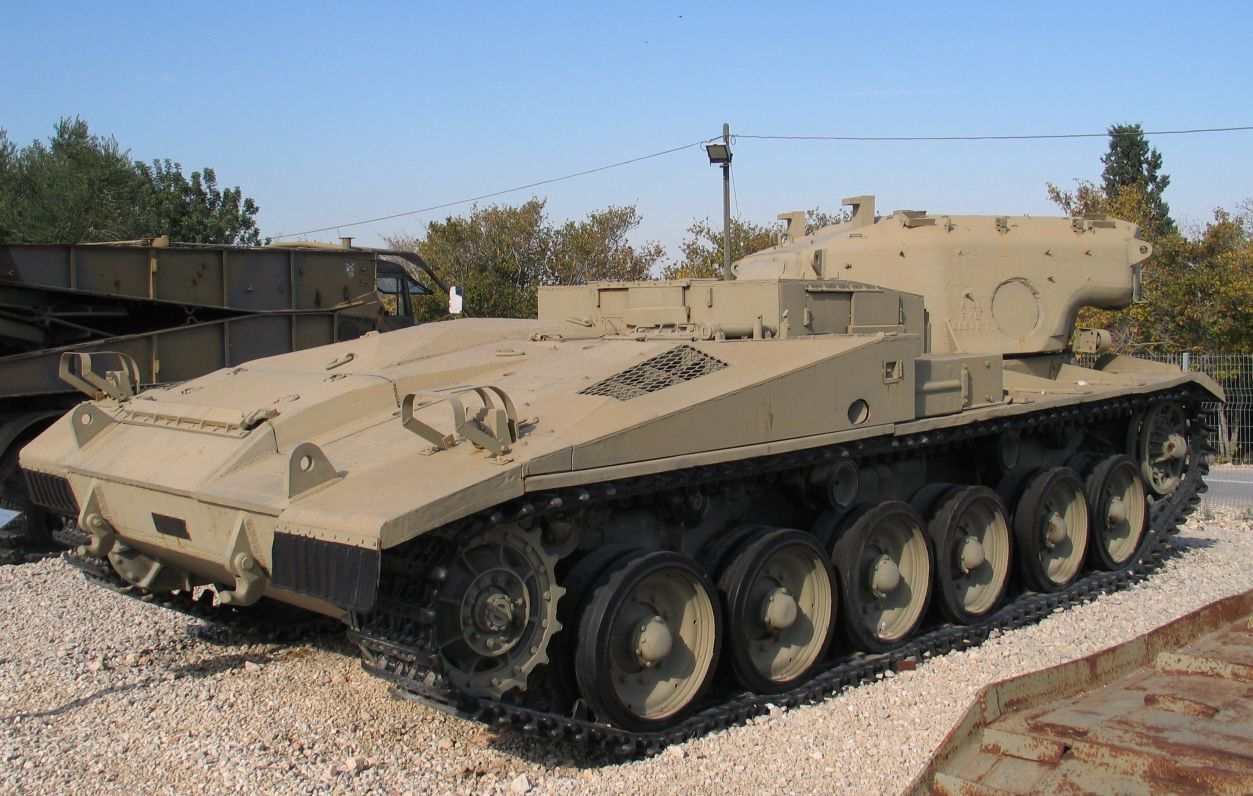
ショットを改造した国産戦車（メルカバ）のプロトタイプ

1970年代にイスラエルは、タル将軍を中心に悲願の国産戦車の開発に着手した。当然ながらその設計はショットを手本に行われることとなり、最初のプロトタイプはショットを改造して製作された。中空装甲を兼ねた収納スペースやサイドスカート、ホルストマンサスペンションなどを踏襲し、そこにエンジンの前方配置など独自の工夫を加えて国産戦車メルカバが完成した。
メルカバの登場により主力戦車の地位を譲ったものの、ショットは、HEAT弾対策としてマガフと同様に新開発のブレイザー爆発反応装甲（ERA）を砲塔と車体に装着し、スモークディスチャージャー（発煙弾発射機）も砲塔に装備された。主砲防盾上部のサーチライト用マウントに遠隔操作式の12.7mm M2重機関銃を装備すると共に砲塔上部の車長用キューポラと装填手用ハッチに1挺ずつの7.62mm FN MAG機関銃と砲塔右側面部に60mm迫撃砲を搭載して対人戦闘力を強化し、2度のレバノン内戦への介入（1978年のリタニ作戦と1982年のガリラヤの平和作戦）に参加した。
この作戦を最後に、ショットは現役を退き予備役戦車の地位もマガフに譲っているが、対戦車兵器や地雷への防御力が高い点などを買われ、砲塔を撤去した上でナグマショット/ナグマホン/ナクパドン装甲兵員輸送車やプーマ戦闘工兵車などに改修されて未だに第一線で運用が続けられており、2006年のレバノン侵攻に投入された。

## バリエーション
ショット・ミーティア
Sho't Meteor
センチュリオンシリーズオリジナルのミーティアガソリンエンジンを搭載した型について、元の形式（Mk.3、Mk.5、Mk.8など）にかかわらずまとめてショット・ミーティアと呼称された。主砲をL7 105mm ライフル砲に換装した車両も含む。1967年の第三次中東戦争時にはこの状態であった。
ショット・カル A（アレフ）
Sho't Kal Alef
L7 105mm砲に加え、エンジンとトランスミッションを、それぞれアメリカ製のコンチネンタル AVDS-1790-2A ディーゼルエンジンとアリソン CD850-6に換装した型で、1970年には換装が開始され1974年には全車の改装が完了した。1973年の第四次中東戦争時には、ショット・カル アレフとショット・ミーティアが混在していた（第四次中東戦争における戦闘序列も参照。）。
ショット・カル B（ベット）
Sho't Kal Bet
砲塔旋回装置を改修。外見はショット・カル アレフと変わらない。
ショット・カル C（ギメル）
Sho't Kal Gimel
エンジン排気管を車体上面に移設し、砲塔に発煙弾発射機、装填手用機銃を装備。戦車長用ハッチが改良型になり、ハッチ全体を少し浮かした状態にして、戦車長の頭部を保護しながら周囲を視察できる構造となった。ブレイザー ERAを装備した車両も存在する。1978年のリタニ作戦、1982年のガリラヤの平和作戦時に投入された車両は多くがこの状態であったと考えられる。
ショット・カル D（ダレット）
Sho't Kal Dalet
ショット・カル ギメルの火器管制装置を、メルカバと同じマタドールFCSに換装したタイプ。主砲砲身に冷却用の放熱材（サーマルジャケット）を装着した車両も存在する。1984年頃から改修が始まり、1980年代終わりごろまでは実戦配備されていた。

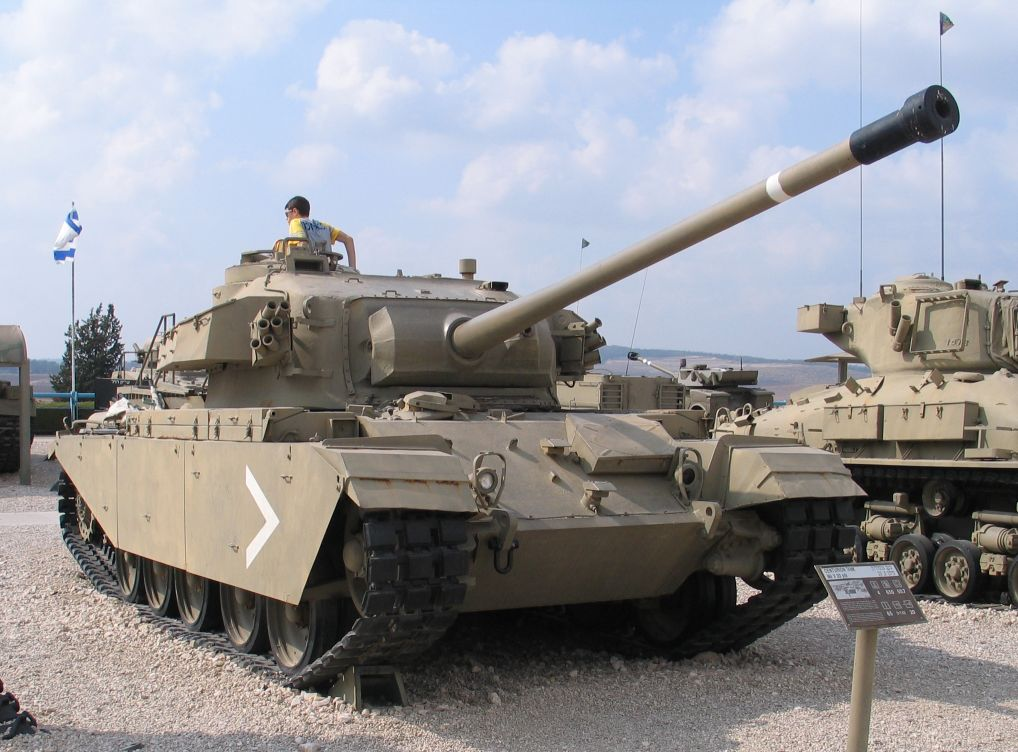
主砲換装の行われていないオリジナルの状態のままのセンチュリオン Mk.5
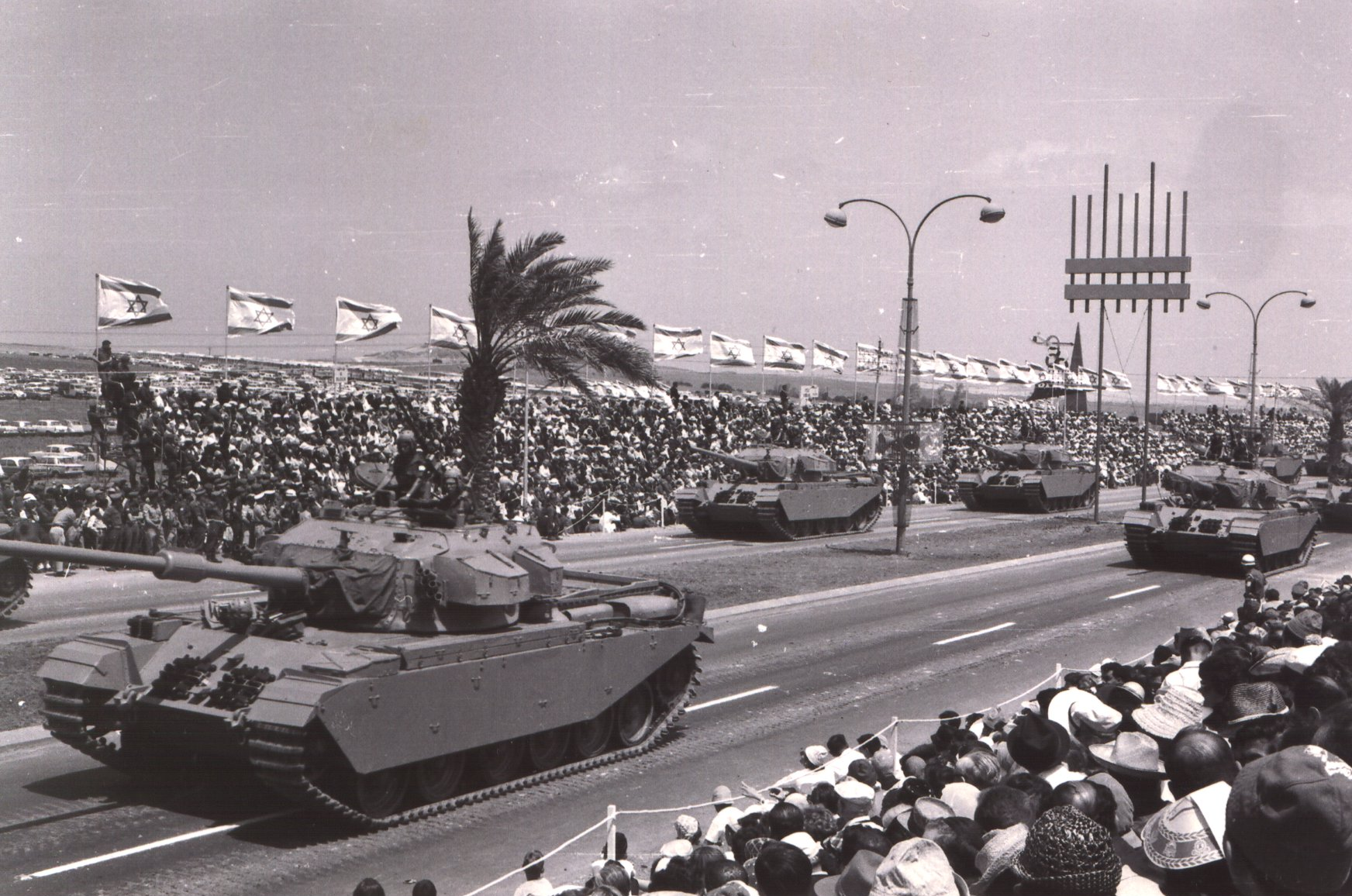
1965年、テルアビブにてパレードを行うセンチュリオン
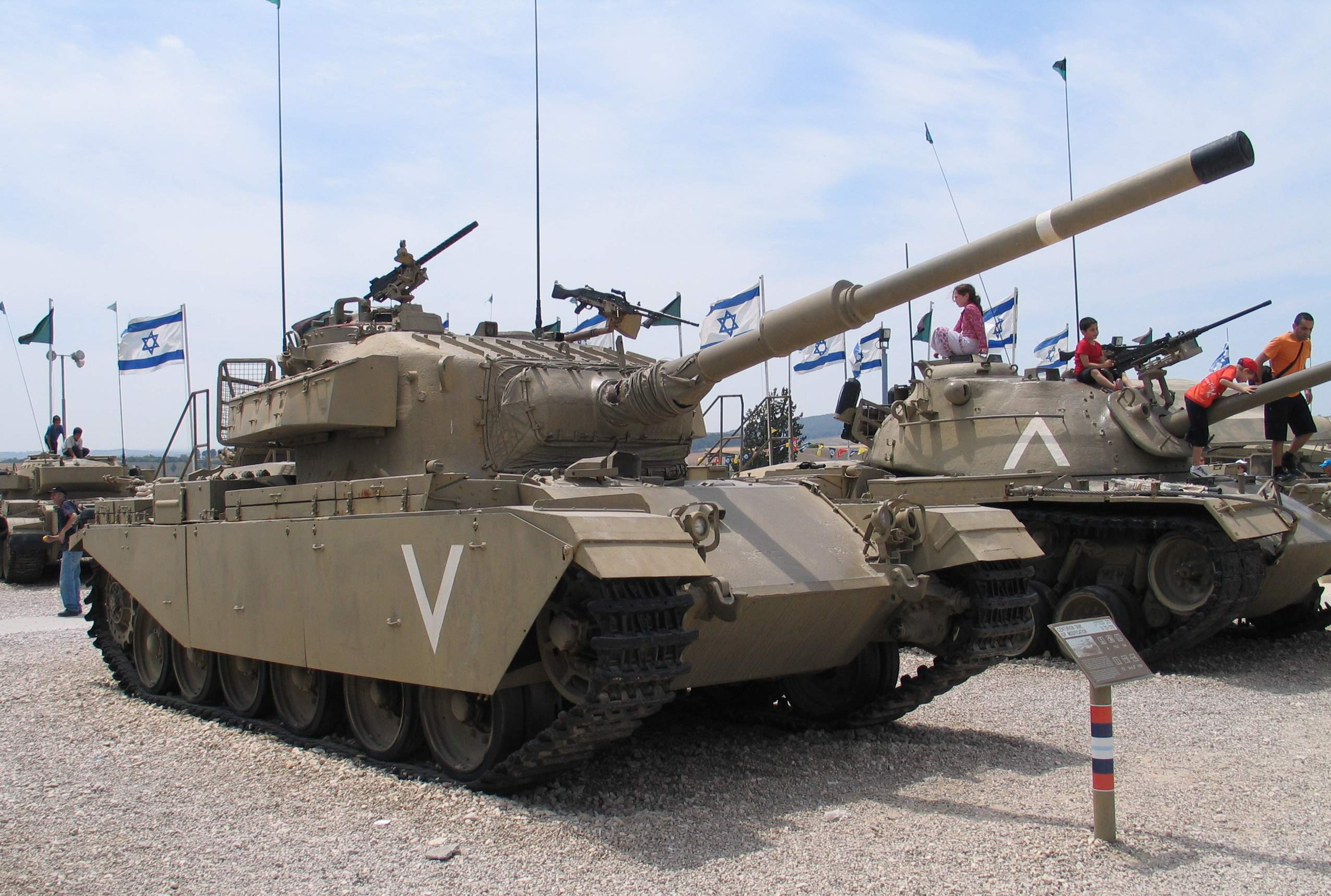
ショット・カル A
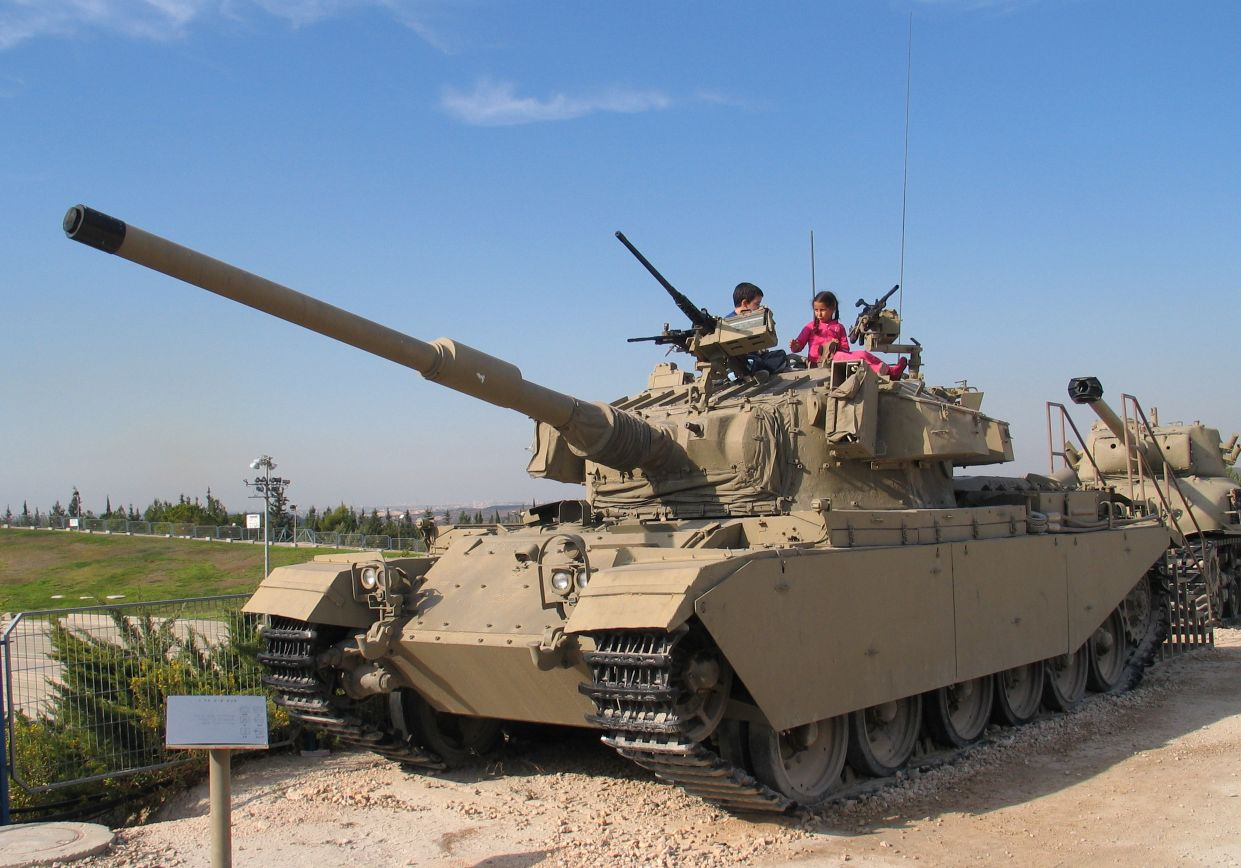
ショット・カル C

## 派生型

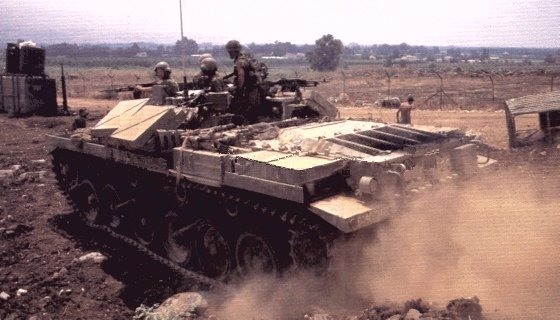
ナグマショット装甲兵員輸送車

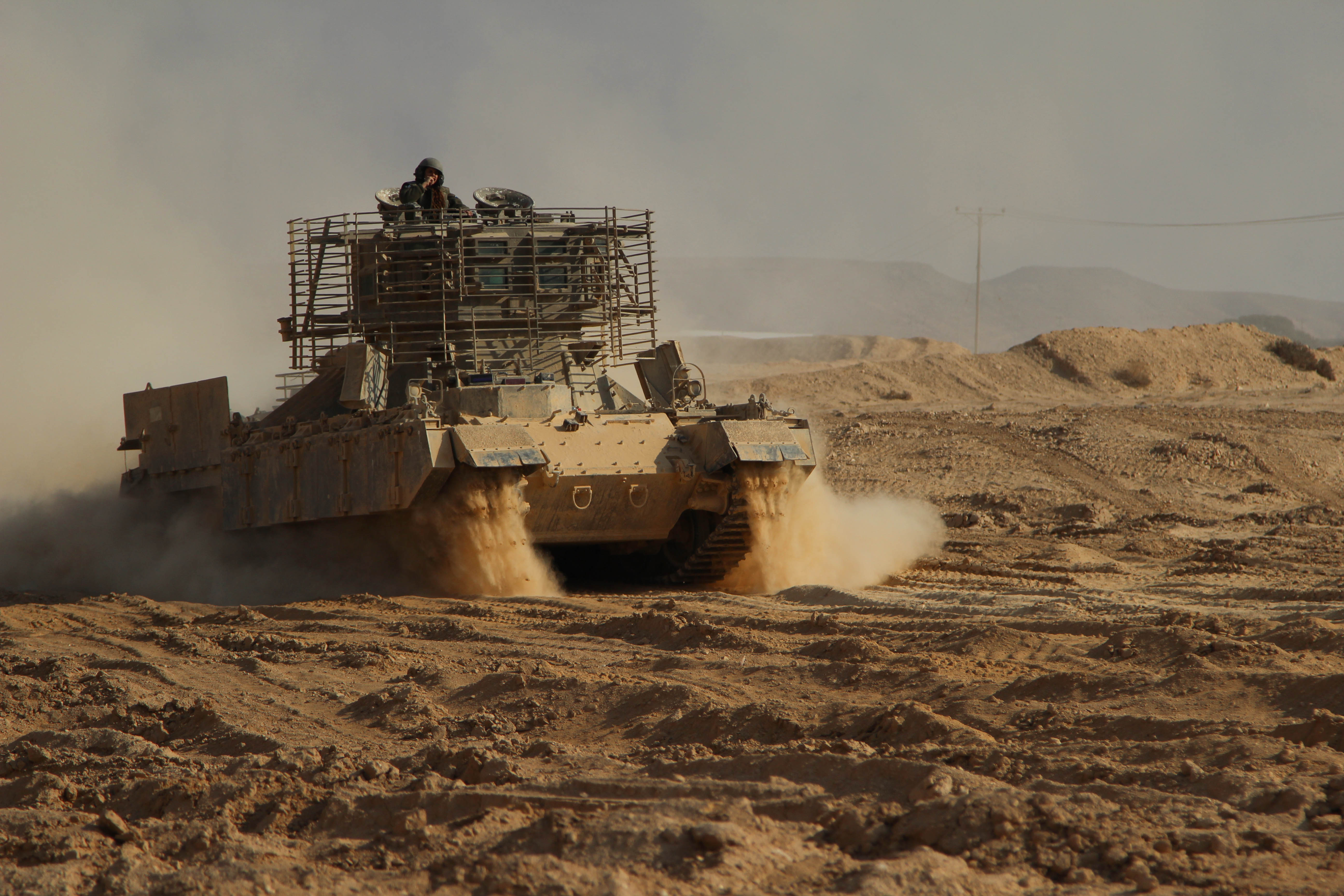
ナグマホン・ドッグハウス、スラットアーマー装備型

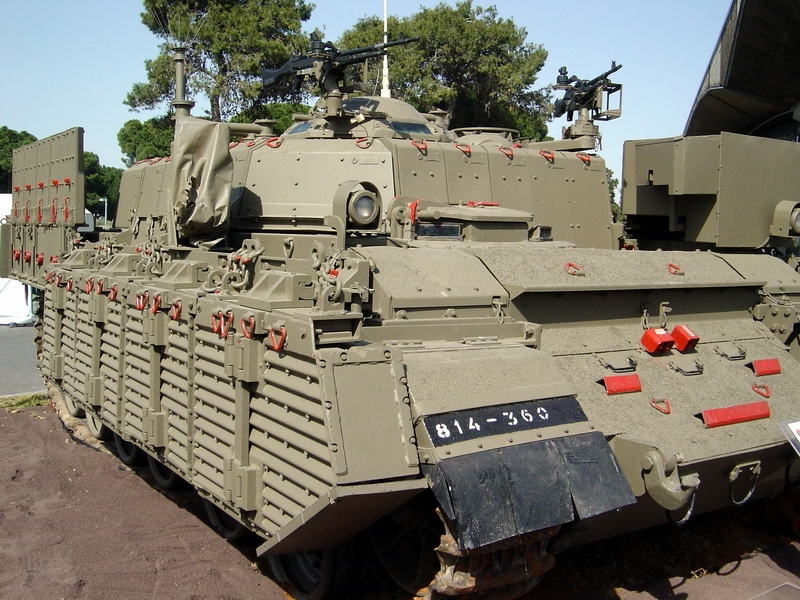
ナクパドン

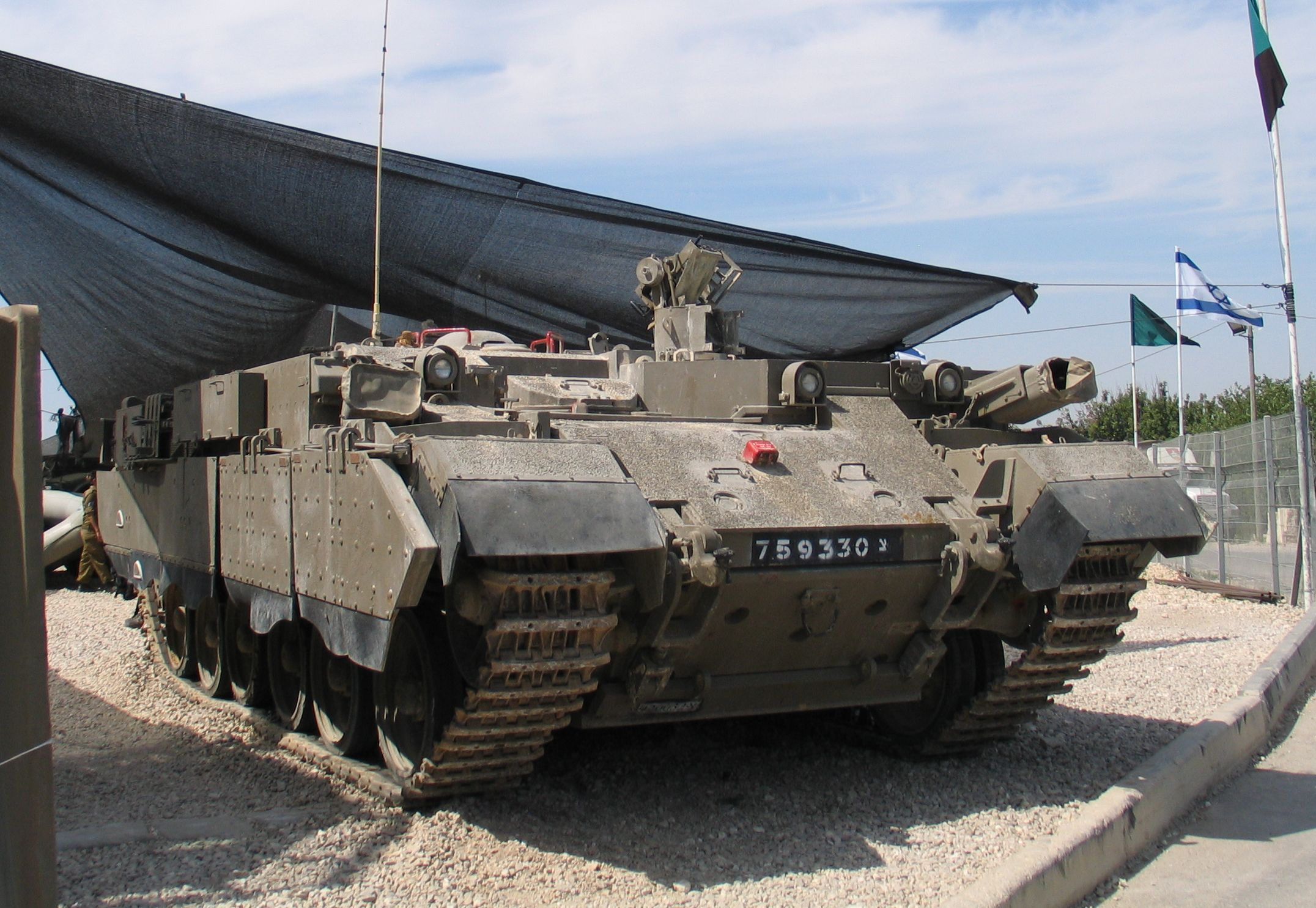
プーマ戦闘工兵車

ソルタムM72 155mm自走榴弾砲
ショットの車体にソルタムM71 155mm榴弾砲装備の砲塔を搭載した自走榴弾砲。
1970年代にソルタム・システムズによって開発され、ソルタムL33 155mm自走榴弾砲の後継として提案されたが採用されなかった。

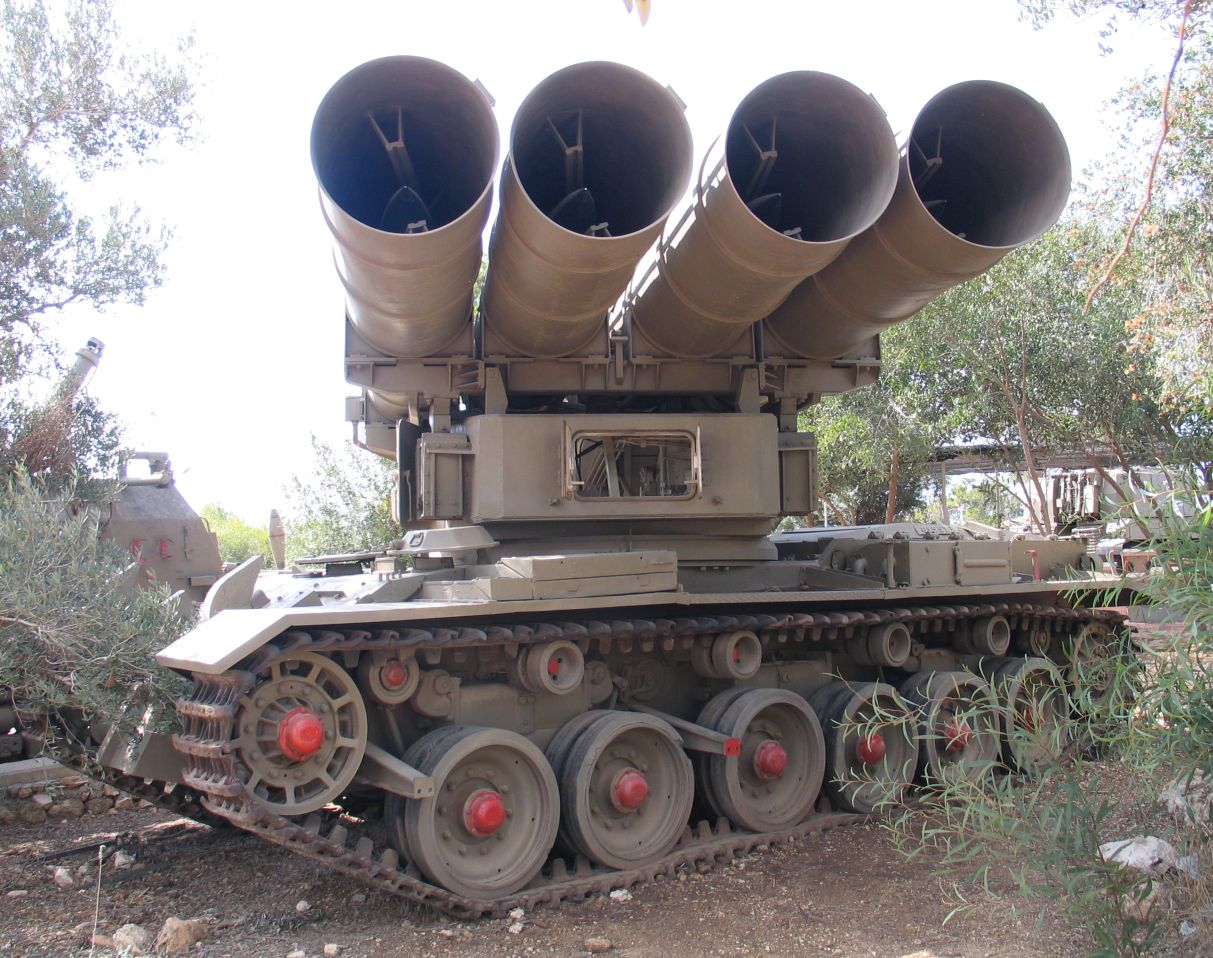
MAR-290
ショットの車体に290mm ロケット弾のパイプ式4連装ランチャーを搭載した自走式多連装ロケットランチャー。
スーパーシャーマンの車体を基にしたものも存在するが、こちらはランチャーが鉄パイプを組み合わせたトラス式である。両者とも、現在ではMLRSに更新されて現役装備から外されている。
ナグマショット
ショット・カルの砲塔を撤去して密閉式の兵員室を設け、10人の歩兵を搭乗可能にした装甲兵員輸送車。ブレイザー ERAを装備した車両も存在する。
T-54/55を改修したアチザリットと違って車体上部からしか乗降できないため、工兵隊での運用が多かった。
ちなみに"Nagmashot"とは、ヘブライ語で"armored personnel carrier"を意味する"Noseh Guysot Meshoryan"の頭文字を繋げた"Nagmash"と、センチュリオンを意味する"Sho't"を組み合わせた造語である。

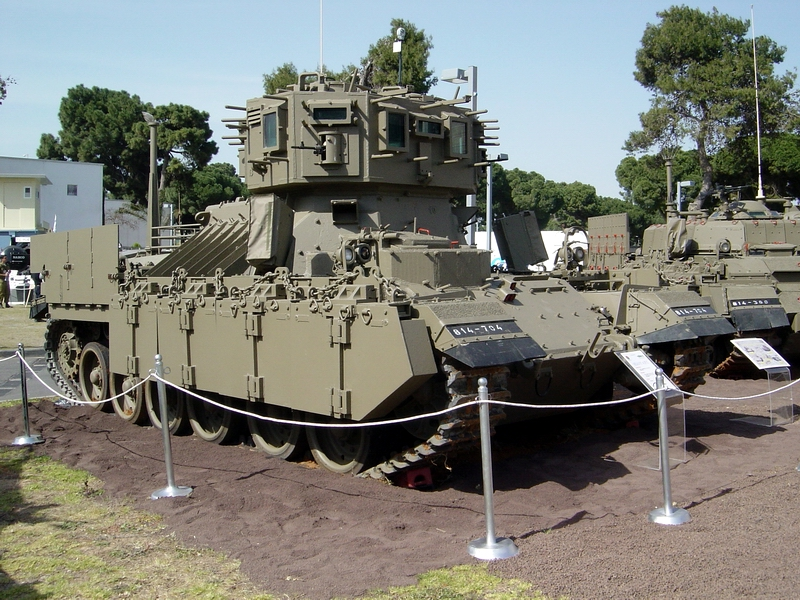
ナグマホン（展示車両）

ナグマホン
ナグマショットの改良型。
操縦士用ハッチ周辺の強化、車体のブレイザー ERAの大型化、発煙弾発射機の装備、車体サイドスカート強化、兵員室上に強化ガラス付きの防弾板を装備するなどの改修が行われている。主にパレスチナ自治区におけるインティファーダ鎮圧などの治安維持任務に使用される。
地雷処理用ローラーを装備した車両も存在する。
ナグマホン・ドッグハウス
ナグマホンの戦闘室上に「Doghouse（犬小屋）」と呼ばれる箱形の戦闘室を設置した歩兵戦闘車。
異様な外観から「ミフレシェット」（ヘブライ語で「モンスター」の意）とも呼ばれる。パレスチナ自治区におけるインティファーダ鎮圧などの治安維持任務に使用される。
戦闘室には2人用の物と4人用の物が存在し、それぞれ2丁ないし4丁のFN MAG機関銃を戦闘室内から発射できる。さらに、戦闘室外側にスラットアーマーを装備した車両も存在する。
重量増加に対応するためか、メルカバ用の全鋼製転輪を使用している車両も在る。
ナクパドン
ナグマホンを基本に第三世代複合装甲などを追加して防御力を強化した装甲兵員輸送車。こちらもパレスチナ自治区やレバノン南部での治安維持が主任務である。
プーマ戦闘工兵車
ショット・カルを改修して製造された戦闘工兵車。
サスペンションがメルカバMk 1/2と似た形状の物に変更されている（起動輪や履帯はショット・カルのままである）。ナグマショット系列より製造数が多いらしく、市街戦の他、野戦地域でも使用されている。2000年代後期には遠隔操作カメラやリモコン式機銃、スラットアーマーを装備するなどの改修が行われた例もある。ナグマホン・ドッグハウスと似た箱型の戦闘室を装着した車両も存在する模様。
地雷処理用ローラーや、ドーザーブレードを装備した車両の他、地雷処理用爆薬カーペットの発射装置を車体後部に装着したタイプなどの派生型が存在する。

## 登場作品

### 映画
『レバノン』
レバノン内戦に出撃した1両のイスラエル軍戦車の内部の情景が描かれる。ラストシーンで初めて車両の外観が映り、ショットである事が明らかになっている。